# Friuli Aquileia Chardonnay frizzante
Il Friuli Aquileia Chardonnay frizzante è un vino DOC la cui produzione è consentita nella provincia di Udine.

## Caratteristiche organolettiche
- colore: paglierino chiaro con sfumature verdognole.
- odore: leggero profumo caratteristico.
- sapore: secco vellutato morbido, armonico, vivace nel tipo specifico.

## Produzione
Provincia, stagione, volume in ettolitri
- nessun dato disponibile